# Grupo Famsa
Grupo Famsa S.A.B. de C.V. conocido como Grupo Famsa, fue una empresa mexicana fundada en el año 1970 en la ciudad de Monterrey, Nuevo León. Fue una de las empresas líder en el sector minorista y de tiendas departamentales en México hasta 2023, cuando dejó de operar en el país. La empresa aún mantiene sus operaciones en Texas, Estados Unidos, donde cuenta con 21 ubicaciones. En 2022 cierra gran parte de sus sucursales a lo largo de la república mexicana, la fecha del 31 de marzo de 2023 desaparece por completo la marca en México.

## Historia
Surge bajo la denominación “Corporación Famsa, S.A.” en Monterrey, Nuevo León, dedicándose a la venta de muebles, artículos electrónicos y artículos de línea blanca. A partir de entonces y a lo largo de la década de los 70, la Compañía inauguró varias tiendas en Monterrey y se expandió a otras ciudades de Nuevo León y Coahuila, estableciendo diversas subsidiarias para ello.
En la década de los 80 comenzó sus actividades como mayorista mediante la constitución de su subsidiaria Mayoramsa, S.A. de C.V. Se constituyó Impulsora (Promobien, S.A. de C.V.), con el objeto de diversificar e incrementar los ingresos mediante la oferta de crédito al consumo a partir de 1983.
En 1987 comenzó a fabricar sus propios muebles a través de su subsidiaria Expormuebles, S.A. de C.V.
Para 1988 Incursiona en el proceso de transformación para cambiar su régimen a Sociedad Anónima de Capital Variable, a principios de los 90 inauguró tiendas en los estados de San Luis Potosí, Querétaro y Guanajuato, al siguiente año se abren nuevas tiendas en Jalisco, Sonora y Sinaloa.
En 1994 comenzó a ofrecer ropa, calzado, cosméticos y joyería en su red de tiendas y al año siguiente la compañía formuló un plan de crecimiento estratégico para aprovechar la recuperación económica de México, inaugurando tiendas en Nuevo León, Puebla y Aguascalientes. Al final de la década de los 90, Famsa contaba con 185 tiendas en 49 ciudades de la República.
En el 2000 expandió sus operaciones a los Estados Unidos con la apertura de una tienda en California e inauguró 73 tiendas adicionales en México, concentrándose en la región del Golfo y el centro del país.
En mayo de 2006, llevó a cabo su debut en la Bolsa Mexicana de Valores. Los recursos obtenidos fueron destinados principalmente a la reestructuración de su deuda y para financiar los requerimientos de capital de Banco Famsa, se constituye Banco Ahorro Famsa, S.A., Institución de Banca Múltiple con sede en Monterrey, N.L. La Compañía cambio de denominación social a “Grupo Famsa, S.A.B. de C.V.” 
En 2007 inicio operaciones Banco Famsa, cuya actividad consistio en otorgar servicios de financiamiento y ahorro. En Estados Unidos se amplió la red de tiendas con la adquisición de 12 mueblerías de “La Canasta” en Los Ángeles y Houston.
Al cierre de 2010 la Compañía operaba un total de 359 tiendas en México y 51 tiendas en los Estados Unidos reiterando su enfoque en consolidar sus fundamentales. Banco Famsa finalizó el año con 284 sucursales en operación.
Al concluir 2012, contaba con 355 tiendas en México, Banco Ahorro Famsa alcanzó una cobertura de 304 sucursales en 26 estados de la República. La filial de Estados Unidos re-formuló su estrategia en Estados Unidos ante la pérdida recurrente en algunas sucursales. Concentró sus esfuerzos en consolidar la operación con 25 sucursales en Texas e Illinois y llevando a cabo el cierre de 24 tiendas en la región Oeste del país (Arizona, California y Nevada); En 2013 Banco Famsa concretó la adquisición de 173 sucursales de Monte de México (Montemex), enfocadas al negocio prendario, diversificando, aún más, el portafolio de productos y servicios financieros, además de apoyar la estrategia de crecimiento de la Compañía en México.

### Liquidación de Banco Ahorro Famsa, S.A., Institución de Banca Múltiple
El 30 de junio de 2020, mediante un comunicado de prensa conjunto de la Secretaría de Hacienda y Crédito Público (SHCP), la Comisión Nacional Bancaria y de Valores (CNBV), el Instituto para la Protección al Ahorro Bancario (IPAB) y el Banco de México, se anunció el inicio del proceso de liquidación de Banco Ahorro Famsa, S.A., Institución de Banca Múltiple.
En el comunicado de prensa se menciona que, desde principios de enero de 2019, la CNBV realizó diversas acciones de supervisión e inspección especial a Banco Ahorro Famsa, a partir de las cuales se determinaron incumplimientos regulatorios entre las cuales se encuentran:
- Celebración de Operaciones con Personas Relacionadas (que forman parte de Grupo Famsa) por cantidades que exceden el límite previsto por la Ley de Instituciones de Crédito (LIC).

- Falta de deducción de pagos anticipados en el capital regulatorio.
- Registros indebidos de Cartera de Crédito en la contabilidad.
- Insuficiencia de reservas crediticias.
- El cálculo del ICAP no consideraba cuentas por cobrar con partes relacionadas relevantes y presentaban un exceso con respecto al límite establecido en el Artículo 73 Bis de la LIC.
- Exceso del límite establecido en el Artículo 55 de la LIC por bienes adjudicados.
- Inconsistencias en los reportes regulatorios, relativo a créditos no reportados, créditos sin pago registrados como cartera vigente sin atraso, e inconsistencias en fechas de origen en contraste con los vencimientos.

Como producto de lo actos de vigilancia iniciados en 2020, se le comunicó a Banco Ahorro Famsa un faltante de reservas del producto denominado “Tarjeta FAMSA” por 80 millones de pesos. En marzo de 2020, Banco Ahorro Famsa celebró una operación de fideicomiso que involucraba a personas relacionadas. 
En mayo de 2020, la CNBV presentó el Índice de Capitalización (ICAP) del Sector de Banca Múltiple a marzo de 2020, en el cual Banco Ahorro Famsa reportó un ICAP de 11.34 %, no obstante en dicho informe aparece una nota al pie que menciona que la información de este banco es preliminar, y está sujeta a revisión por parte de las autoridades financieras. De acuerdo con la legislación vigente en la materia el requerimiento mínimo de capitalización del 8 % más el suplemento de conservación de capital de 2.5 % constituido con capital fundamental, que implica un nivel de ICAP de 10.5 %.
De acuerdo con otro comunicado de prensa de la CNBV, dicha comisión solicitó al Banco de México el 24 de junio de 2020 efectuar el cómputo del Índice de Capitalización del mes de marzo de 2020 de Banco Ahorro Famsa, S.A., Institución de Banca Múltiple. En respuesta a dicha solicitud, mediante el escrito de fecha 24 de junio de 2020 sin número de oficio y en su alcance de fecha 25 de junio de 2020, recibidos por la Comisión los mismos días, Banco de México comunicó a esta Comisión que el Índice de Capitalización de Banco Ahorro Famsa, S.A., Institución de Banca Múltiple, al mes de marzo de 2020, fue de menos seis punto cero dos por ciento (-6.02 %), lo que ubicó a la institución en categoría V de alertas tempranas. La CNBV hizo del conocimiento de Banco Ahorro Famsa en esa misma fecha esta situación, precisando que es causal de revocación de la autorización para organizarse y operar como institución de banca múltiple, en términos de la LIC.
Finalmente, en virtud de que la bancaria no realizó acción alguna en el plazo legal establecido tendiente a restituir el capital en el tiempo de su derecho de audiencia o subsanar los hechos señalados en la notificación de la CNBV, la Junta de Gobierno de dicha Comisión aprobó, en su sesión del 30 de junio de 2020, la revocación de Banco Ahorro Famsa para operar como institución de banca múltiple.
A partir del 1 de julio de 2020, el Instituto para la Protección al Ahorro Bancario (IPAB) actuó como liquidador de Banco Ahorro Famsa.

### Concurso Mercantil y cierre en México
Debido al cierre de Banco Ahorro Famsa y a la pandemia de COVID-19 en México, en octubre del 2020 Grupo Famsa presentó una solicitud voluntaria de concurso mercantil con sus acreedores para la reestructuración de su deuda, proceso del cual salió en febrero de 2022 de manera satisfactoria al haber renegociado su deuda con sus acreedores. 
En 2021 debido a bajas ventas y problemas económicos por la deuda tras la pandemia, Grupo Famsa comenzó a cerrar sus tiendas poco a poco en todo México hasta el 31 de marzo de 2023 cuando cerró su última tienda en el país, siendo al mismo tiempo su matriz corporativa.
Actualmente mantiene operación en Estados Unidos con 21 tiendas Famsa dedicadas a préstamos, bajo Famsa Loans y Famsa Financial en Texas.

### Falso informe de Banco Ahorro Famsa
En diciembre de 2024 son vinculados a proceso 5 exfuncionarios de la bancaria por falso expediente expedido ante la Comisión Nacional Bancaria y de Valores (CNBV).

## Estructura corporativa
El capital social de Grupo Famsa estuvo constituidas por al menos 15 subsidiarias.
| Subsidiarias de Grupo Famsa, S.A. de C.V. Al 31 de marzo de 2016         | Subsidiarias de Grupo Famsa, S.A. de C.V. Al 31 de marzo de 2016 |
| Comercializadoras de venta al menudeo                                    | % de tenencia accionaria                                         |
| ------------------------------------------------------------------------ | ---------------------------------------------------------------- |
| Famsa México, S.A. de C.V.                                               | 99.99                                                            |
| Impulsora Promobien, S.A. de C.V.                                        | 99.04                                                            |
| Famsa, Inc (Famsa USA)                                                   | 100.00                                                           |
| Empresas de servicios de personal                                        |                                                                  |
| Corporación de Servicios Ejecutivos Famsa, S.A. de C.V.                  | 99.99                                                            |
| Corporación de Servicios Ejecutivos, S.A. de C.V.                        | 99.99                                                            |
| Promotora Sultana, S.A. de C.V.                                          | 99.99                                                            |
| Suministro Especial de Personal, S.A. de C.V.                            | 99.99                                                            |
| Garval Servicios de Asesoría Empresarial, S. A. de C. V. (1)             | 99.99                                                            |
| Transformación y otros                                                   |                                                                  |
| Auto Gran Crédito Famsa, S.A. de C.V.                                    | 99.99                                                            |
| Expormuebles, S.A. de C.V.                                               | 99.96                                                            |
| Mayorama, S.A. de C.V.                                                   | 99.88                                                            |
| Verochi, S.A. de C.V.                                                    | 99.99                                                            |
| Geografía Patrimonial, S.A. de C.V.                                      | 99.99                                                            |
| Corporación de Servicios para la Administración de Valores, S.A. de C.V. | 99.80                                                            |
| Sector financiero                                                        |                                                                  |
| Banco Ahorro Famsa, S.A., Institución de Banca Múltiple (BAF)            | 99.99                                                            |

Las siguientes subsidiarias fueron responsables de la operación de las sucursales de venta a menudeo de la compañía en México y Estados Unidos:
Famsa México, S.A. de C.V., fue responsable de operar las más de 370 tiendas de ventas al menudeo en México hasta 2023.
Famsa Inc., es responsable de la operación de las sucursales de venta a menudeo de la Compañía en los Estados Unidos. En de agosto de 2011, se estableció una nueva entidad legal denominada Famsa Financial, Inc., dedicada a otorgar préstamos personales en el estado de Texas. Para realizar esta operación se obtuvieron 36 licencias otorgadas por la Oficina de la Comisión del Crédito al Consumo del Estado de Texas (OCCC, por sus siglas en inglés).
Impulsora Promobien, S.A. de C.V., fue responsable de administrar el programa de financiamiento disponible para los empleados de las sociedades afiliadas participantes que reúnan ciertos requisitos.
Auto Gran Crédito Famsa, S.A. de C.V., ofrecía principalmente servicios de autofinanciamiento.
Verochi, S.A. de C.V., se encargaba de la compraventa y distribución de calzado, así como también de productos relacionados directamente o a través de terceros.
Promotora Sultana, S.A. de C.V., Corporación de Servicios Ejecutivos, S.A. de C.V., Garval Servicios de Asesoría Empresarial S.A. de C.V., Suministro Especial de Personal, S.A. de C.V y Corporación de Servicios Ejecutivos Famsa, S.A. de C.V., se encargaban de proporcionar diferentes servicios, principalmente en materia de administración, asistencia técnica, planeación-financiera, programación, sistemas, presupuestos, contabilidad, auditoría, computación, investigación, presupuesto, información estadística y de análisis, mercados, mercadotecnia, relaciones industriales, implantación de sistemas, supervisión, relaciones públicas y relaciones industriales.
Expormuebles, S.A. de C.V., se dedicaba a fabricar, vender y distribuir toda clase de muebles y productos relacionados.
Mayoramsa, S.A. de C.V., se encarga de llevar a cabo las ventas, principalmente al mayoreo de toda clase de muebles y aparatos para el hogar. Actualmente cuenta con 17 tiendas-bodega.
Banco Ahorro Famsa, S.A., Institución de Banca Múltiple, ofreció servicios de financiamiento y crédito a sus clientes de ventas al menudeo, recibió apoyo administrativo de su subsidiaria, Cefinpro, S.A. de C.V.
Geografía Patrimonial, S.A. de C.V., se incorporó y comenzó a operar en noviembre de 2009, se dedicó al arrendamiento de bienes inmuebles con partes relacionadas.